# Казимирово (Россонский район)
Казимирово (бел. Казімірава) — упразднённая деревня в Россонском районе Витебской области Республики Беларусь. В составе Клястицкого сельсовета.

## География
Деревня расположена в 11 км на юго-запад от Россон и в 160 км на северо-запад от Витебска.

## История
В Казимирово сохранился приусадебный парк пана Гуцевича, заложенный во 2-й половине XIX века. Его ландшафтный дизайн и планировка созданы вокруг прямоугольного пруда с искусственным островом среди водной глади.

## Достопримечательность
- Усадьба